# Netelia affinis
Netelia affinis là một loài tò vò trong họ Ichneumonidae.